# Матильда Шотландская
Мати́льда Шотла́ндская (урождённая Эди́та; англ. Matilda of Scotland; ок. 1080 — 1 мая 1118) — первая жена английского короля Генриха I. Как дочь Малькольма III, короля Шотландии, и Маргариты Святой, Матильда приходилась правнучкой предпоследнему англосаксонскому королю Эдмунду Железнобокому. Женитьба на Матильде способствовала легитимизации прав Генриха I и его потомков на престол Англии.

## Биография
При крещении старшая дочь Малькольма III и Маргариты Святой получила англосаксонское имя Эдита (англ. Edith, др.-англ. Eadgyth — «счастливая битва»). Её крёстным отцом был Роберт III Куртгёз, герцог Нормандии, а крёстной матерью, возможно, Матильда Фландрская — жена Вильгельма Завоевателя. В шестилетнем возрасте Эдита и её младшая сестра Мария были отправлены в Англию для обучения и воспитания, и поселились в монастыре Ромси в Хемпшире, настоятельницей которого была Кристина, дочь Эдуарда Изгнанника и их тётя по материнской линии. Будучи дочерью шотландского короля и прямым потомком англосаксонских монархов, Эдита являлась привлекательной партией для многих нормандских аристократов. Известно, что в 1090-х она отвергла предложение руки и сердца Вильгельма де Варенна и Алена Ричмондского. Существуют также сведения, что возможность брака с Эдитой рассматривалась и Вильгельмом II Руфусом, королём Англии. В период пребывания в монастыре, а возможно и непосредственно перед свадьбой, Эдита изменила своё англосаксонское имя на Матильду, более привычное для нормандцев имя (от герм. Mahthilda — «могучая битва»). Точная дата, а равно и конкретная причина этого поступка не известны.
После смерти Вильгельма II 2 августа 1100 года престол Англии захватил его младший брат Генрих I. Испытывая потребность в укреплении своих прав на английскую корону и с целью завоевания поддержки англосаксонского населения, Генрих решил жениться на Матильде Шотландской. Поскольку она находилась в монастыре, возник вопрос о законности предполагаемого брака. Архиепископ Кентерберийский, вернувшийся в Англию после нескольких лет изгнания, не смог принять решение по этой проблеме и созвал собор английского духовенства. На соборе Матильда поклялась в том, что несмотря на своё пребывание в монастыре, она никогда не принимала постриг и не становилась монахиней, и что в Ромси она находилась исключительно с целью обучения и воспитания, спасаясь за крепостными стенами от «похоти норманнов». Собор постановил, что Матильда не была монахиней и дал согласие на её брак с королём.
Генрих I и Матильда, по всей видимости, были уже знакомы некоторое время до свадьбы. Вильям Мальмсберийский утверждал, что король полюбил Матильду задолго до бракосочетания, а по свидетельству Ордерика Виталия Генрих давно восхищался характером принцессы. Очевидно, однако, что политические причины заключения этого брака превалировали: Нормандская династия, пришедшая к власти в Англии в результате завоевания 1066 года, не имела наследственных прав на английский престол, и союз с прямым потомком древнего рода англосаксонских королей обеспечивал Генриху I и его детям дополнительное основание для легитимизации их власти в стране. Кроме того, брак с Матильдой укреплял дружественные отношения с Шотландией и ликвидировал угрозу северной границе Англии: на шотландском престоле на протяжении всей первой половины XII века сменяли друг друга братья Матильды: Эдгар, Александр I и Давид I.
Матильда и Генрих сочетались браком 11 ноября 1100 года в Вестминстерском аббатстве. Церемонию проводил архиепископ Ансельм, который и короновал Матильду королевой Англии. Хотя по сообщениям Вильяма Мальмсберийского после женитьбы король Генрих, известный своими любовными похождениями, остепенился и стал верным супругом, это не подтверждается другими данными. По всей видимости, уже будучи в браке с Матильдой Шотландской, Генрих I продолжал иметь любовниц и, более того, стал отцом нескольких побочных детей (например, Реджинальда де Данстанвиля).
Двор королевы Матильды располагался в Вестминстере, хотя она также периодически сопровождала мужа в его поездках по Англии, а в 1106—1107 гг. Матильда, вероятно, находилась вместе с Генрихом в Нормандии. Королеву окружали поэты и музыканты, а один из монахов, возможно Тюрго, написал по поручению Матильды жизнеописание её матери, Маргариты Святой. Как и Маргарита, Матильда много времени посвящала поддержке церквей и монастырей, заботе о бедных. Вильям Мальмсберийский упоминал о том, как во время Великого поста королева босиком приходила в церковь, мыла ноги и целовала руки больным. После своей смерти она стала известной в народе как «Добрая королева» или «Матильда Благословенной Памяти». Одно время предполагалось её канонизировать, однако этого не произошло.
Королева Матильда скончалась 1 мая 1118 года. Спустя два года погиб единственный сын Матильды и Генриха Вильгельм. Оставшись без наследника, король в 1121 году вновь женился, на этот раз на Аделизе Лувенской, дочери герцога Нижней Лотарингии.

## Дети
Матильда и Генрих I имели двух детей:
- Вильгельма (1103—1120), наследника английского престола, погибшего в кораблекрушении у берегов Нормандии, и
- Матильду (1102—1167), будущую королеву Англии (1141).